# Sekula Drljević
Sekula Drljević, né le 7 septembre 1884 à Kolašin et mort le 10 novembre 1945 à Judenburg, était un avocat et homme politique monténégrin, puis yougoslave. Membre du gouvernement du Royaume du Monténégro avant la Première Guerre mondiale, il devient durant l'entre-deux-guerres l'un des chefs de la tendance dite des Verts, qui visent à restaurer l'indépendance du Monténégro alors intégré à la Yougoslavie. Après l'invasion de la Yougoslavie, il proclame la restauration de la monarchie monténégrine avec l'aide des Italiens qui veulent créer un État-satellite : la double insurrection des Partisans et des Tchetniks l'empêche cependant de mener ce projet à bien. Il collabore ensuite avec les Allemands et les Oustachis. Réfugié en Autriche à la fin de la guerre, il est assassiné en novembre 1945 par des adversaires politiques.

## Biographie
Après des études de droit à Zagreb et l'obtention de son doctorat, Sekula Drljević devient avocat. Ministre de la justice et des finances du Royaume du Monténégro avant le déclenchement de la Première Guerre mondiale, il est fait prisonnier par les Austro-hongrois durant le conflit. 
Après sa libération, il reprend sa profession d'avocat, alors que le Monténégro a été absorbé par la Serbie pour donner ensuite naissance à la Yougoslavie. Il devient durant l'entre-deux-guerres l'un des principaux chefs des Verts, surnom donné aux partisans d'une restauration de l'indépendance monténégrine. Il crée durant les années 1920 le Parti fédéraliste monténégrin, dont il est le principal théoricien ; il défend notamment l'idée d'une identité ethnique des Monténégrins distincte de celle des Serbes. En 1927, il est élu député du district de Kotor sur une liste du Parti paysan croate, auquel son parti est alors allié.  
En avril 1941, la Yougoslavie est envahie par l'Allemagne nazie et ses alliés, qui en démembrent le territoire. Le Monténégro est occupé par l'Italie, qui envisage d'en faire un État-satellite en restaurant la monarchie monténégrine. La tendance des Verts est alors divisée entre les partisans de Drljević, qui souhaite s'allier avec les Italiens, et celle de Krsto Popović, qui s'oppose à l'annexion par ces derniers des bouches de Kotor. 
Le souhait des Italiens de restaurer la monarchie monténégrine se heurte à un obstacle important lorsque le prince héritier Michel refuse catégoriquement de reprendre le trône dont il est l'héritier. Les Italiens poursuivent néanmoins leur projet, grâce à la collaboration de Drljević. Ce dernier, après avoir réuni à grand-peine 75 délégués, convoque le 12 juillet une assemblée, qui proclame l'indépendance du Monténégro et demande au roi d'Italie Victor-Emmanuel III de nommer un régent. Mais, dès le lendemain, une double insurrection, menée à la fois par les nationalistes serbes du Monténégro et par les communistes, se déclenche. Le gouverneur militaire Alessandro Pirzio Biroli reçoit les pleins pouvoirs pour mater l'insurrection ; il conseille ensuite à Benito Mussolini de renoncer au projet d'un État monténégrin indépendant. En octobre, le duce décide de conserver le Monténégro sous la forme d'un simple gouvernorat militaire. 
Alors que la milice de Popović est utilisée comme force auxiliaire par les Italiens, Drljević est interné par ces derniers, qui souhaitent à la fois l'écarter et le mettre en sécurité. Par la suite, il s'évade et rejoint la zone allemande de l'État indépendant de Croatie, où il s'allie avec les Oustachis. Après la capitulation de l'Italie en septembre 1943, Drljević retourne au Monténégro désormais occupé par les Allemands et devient administrateur du camp de concentration de Sajmište. 
Durant l'été 1944, il retourne à Zagreb, où il crée un Conseil d'État monténégrin avec le soutien des Allemands et du régime d'Ante Pavelić. Il publie également un pamphlet intitulé Qui sont les Serbes ?, dans lequel il présente les Serbes comme une « race dégénérée », qu'il compare aux Juifs. Au printemps 1945, le commandant tchetnik Pavle Đurišić, qui avait été l'un des chefs de l'insurrection de 1941, obtient un sauf-conduit pour traverser le territoire oustachi, en échange d'une alliance avec Drljević, à qui il fournira des troupes pour créer une « Armée nationale monténégrine ». Mais Đurišić, qui se méfie de Drljević, tente de ruser en ne lui envoyant des hommes inaptes au combat, et en reprenant la route vers la Slovénie où il doit faire la jonction avec d'autres forces anticommunistes. Drljević appelle alors à l'aide les Oustachis, qui envoient leurs troupes écraser celles de Đurišić. Selon une source, Drljević aurait ensuite lui-même, à la demande des Oustachis, sélectionné les prisonniers qui devaient être exécutés. 
Des survivants des forces de Đurišić acceptent ensuite de se mettre au service de Drljević. Mais, très rapidement mis en déroute par les Partisans communistes de Tito qui sont en train de remporter la victoire partout en Yougoslavie, ils prennent la fuite vers l'Autriche. Alors que certains anticommunistes sont refoulés en Yougoslavie, Drljević parvient à rester sur le sol autrichien. Avec son épouse, il rejoint un camp de réfugiés à Judenburg. En novembre, lui et sa femme sont reconnus par d'autres Yougoslaves - apparemment des Tchetniks, fidèles de Đurišić - qui les égorgent.